# حاجی‌آباد حاج‌صفر
حاجی‌آباد حاج‌صفر، روستایی است از توابع بخش مرکزی و در شهرستان جوین استان خراسان رضوی ایران.

## جمعیت
این روستا در دهستان مرکزی قرار داشته و بر اساس سرشماری سال ۱۳۸۵ جمعیت آن ۱٬۸۵۸ نفر (۴۴۷ خانوار)
بوده‌است.